# The Art of Control
The Art of Control es el octavo álbum de estudio de Peter Frampton, publicado en 1982 por A&M Records.
De acuerdo a Peter Frampton, la discográfica A&M lo obligó a grabar un álbum más comercial que sus antecesores, lo que lo llevó a odiar el álbum y a sentir que no sonaba como una producción fiel a su estilo.

## Lista de canciones
1. "I Read the News" - 4:00
2. "Sleepwalk" -	4:35
3. "Save Me" -	3:46
4. "Back to Eden" -	4:46
5. "An Eye for an Eye" - 	3:50
6. "Don't Think About Me" - 	3:42
7. "Heart in the Fire" - 	4:27
8. "Here Comes Caroline" - 	3:40
9. "Barbara's Vacation"- 	3:16

- Todas las canciones escritas por Peter Frampton y Mark Goldenberg.